# Азид серебра
Ази́д серебра́ (химическая формула — AgN3) — неорганическая, бинарная серебряная соль азотистоводородной кислоты. 
При стандартных условиях, азид серебра — это бесцветное вещество, известное своими взрывчатыми свойствами.

## Получение и структура
Азид серебра получают при взаимодействии нитрата серебра и азида натрия:
{\displaystyle {\mathsf {AgNO_{3}+NaN_{3}\rightarrow AgN_{3}\downarrow +NaNO_{3}}}}
Возможны следующие структуры:
|  |  |  |  |

В своей наиболее характерной реакции вещество разлагается со взрывом, образуя свободный азот:
{\displaystyle {\mathsf {2AgN_{3}\rightarrow 2Ag+3N_{2}\uparrow }}}

## Безопасность
AgN3, подобно большинству других азидов тяжёлых металлов (меди, свинца и др.), ядовит и взрывоопасен.